# Гринява
Гри́нява (укр. Гринява) — село в Белоберёзской сельской общине Верховинского района Ивано-Франковской области Украины.
Население по переписи 2001 года составляло 904 человека. Население по данным 2024 года составляло 1126 человек. Занимает площадь 21,7 км². Почтовый индекс — 78734. Телефонный код — 03432.